# Enomotarcha nigrifasciata
Enomotarcha nigrifasciata är en fjärilsart som beskrevs av M.Gaede 1928. Enomotarcha nigrifasciata ingår i släktet Enomotarcha och familjen tandspinnare. Inga underarter finns listade i Catalogue of Life.